# 2008年のメジャーリーグベースボール
以下は、メジャーリーグベースボール（MLB）における2008年のできごとを記す。2008年3月30日に開幕し、10月27日に全日程を終えた。ワールドシリーズはフィラデルフィア・フィリーズが制した。
2007年のメジャーリーグベースボール - 2008年のメジャーリーグベースボール - 2009年のメジャーリーグベースボール

## できごと
- タンパベイ・デビルレイズがタンパベイ・レイズにチーム名を改称。

### 1月
- 3日
  - シカゴ・ホワイトソックスがオークランド・アスレチックスのニック・スウィシャーを3対1のトレードで獲得したと発表[1]
  - ニューヨーク・ヤンキースの球団役員のハンク・スタインブレナーが薬物疑惑があがっている、ロジャー・クレメンスと契約しない事をニューヨーク・デーリーニューズ紙で語った[2]
- 4日
  - 野茂英雄がカンザスシティ・ロイヤルズとマイナー契約を結んだ事を自らのホームページで明らかにした[3]。
- 8日
  - 桑田真澄がピッツバーグ・パイレーツとマイナー契約に合意したことを自らのホームページで明らかにした[4]
  - アメリカ野球殿堂の投票結果が発表され、リッチ・ゴセージが選出[5]。
- 9日
  - 前テキサス・レンジャースの大塚晶則が右ひじ手術[6]
- 10日
  - メジャーリーグはカンザスシティ・ロイヤルズ傘下のマイナーリーグのジェイコブ・ロドリゲスを薬物規定違反で、今季開幕からの50試合の出場停止処分[7]。
- 11日
  - ミルウォーキー・ブルワーズはサンディエゴ・パドレスからFAしていたマイク・キャメロンと1年契約、年俸700万ドルで基本合意したと公式ホームページで発表[8]。
  - クリーブランド・インディアンスは本拠地球場の名称を「ジェイコブス・フィールド」から「プログレッシブ・フィールド」に変更する事を発表。自動車保険会社のプログレッシブが球場の16年間の命名権を約5800万ドルで買っている[9]。
- 14日
  - セントルイス・カージナルスのスコット・ローレンと、トロント・ブルージェイズのトロイ・グラースの交換トレードが成立[10]。
- 15日
  - メジャーリーグの薬物問題の公聴会が下院で開かれる。1月16日にはこれに関連して、世界アンチ・ドーピング機関（WADA）の委員長のジョン・フェイが「メジャーリーグの薬物検査は欠陥だらけ」と批判、メジャーリーグ側も「WADAの指摘は不正確で的外れ」と反論[11]。
  - メジャーリーグの年俸調停の申請が締め切られ、ニューヨーク・ヤンキースの王建民、コロラド・ロッキーズのマット・ホリデイ、ロサンゼルス・エンゼルス・オブ・アナハイムのフランシスコ・ロドリゲスら110人が申請[12]。
- 16日
  - シカゴ・カブスは前フィラデルフィア・フィリーズのジョン・リーバーの獲得を発表[13]。
- 17日
  - AP通信はメジャーリーグの選手の平均年俸が、前年8月末時点で史上最高新記録の約282万ドルになると報じた。最高はニューヨーク・ヤンキースの747万ドル、最低は唯一100万ドル以下のタンパベイ・レイズの90万9000ドル[14]。
- 18日
  - 前東京ヤクルトスワローズの高津臣吾がシカゴ・カブスとマイナー契約[15]。
- 22日
  - ロサンゼルス・ドジャースの打撃コーチに、元日本ハムでドジャース傘下の3Aラスベガスの打撃コーチのマイク・イースラーが就任[16]。
  - シカゴ・ホワイトソックスは前アトランタ・ブレーブスのオクタビオ・ドーテルと2年契約で合意[17]。
- 24日
  - メジャーリーグは3月15日、16日に中国北京市でオープン戦、ロサンゼルス・ドジャース対サンディエゴ・パドレス戦を行う事を発表。中国でのメジャーリーグの試合開催は史上初[18]

### 2月
- 2日
  - ニューヨーク・メッツはミネソタ・ツインズから交換トレードで獲得したヨハン・サンタナと正式契約を結んだと発表[19]。
- 5日
  - ワシントン・ナショナルズは元オリックス・バファローズの前川勝彦とマイナー契約を結んだ事を発表[20]。
- 6日
  - テキサス・レンジャースは球団社長に元同球団の投手のノーラン・ライアンの就任を発表[21]。
- 8日
  - シアトル・マリナーズはアダム・ジョーンズ、ジョージ・シェリルら5選手と、ボルチモア・オリオールズのエリク・ビダードとの5対1の交換トレードを発表[22]
- 12日
  - ミネソタ・ツインズは前アリゾナ・ダイヤモンドバックスのリバン・ヘルナンデスと1年契約を結んだ事を発表[23]。
- 13日
  - アメリカ下院の政府改革委員会のメジャーリーグ薬物問題に関する公聴会が開かれ、ロジャー・クレメンスと、クレメンスの元トレーニングコーチのブライアン・マクナミーが証言。薬物使用をしたとするマクナミーにクレメンスが否定し真っ向から対立[24]。
- 19日
  - アメリカ野球殿堂はシアトル・マリナーズの名物アナウンサーのデーブ・ニーハウスの殿堂入りを発表[25]。
- 21日
  - ロサンゼルス・ドジャースはチームドクターのフランク・ジョーブのオーナー特別アドバイザー就任を発表[26]。
  - シカゴ・ホワイトソックスが大家友和とマイナー契約すると、HPで発表[27]。
- 22日
  - ロサンゼルス・ドジャースは石橋史匡とマイナー契約を発表[28]。
- 23日
  - カンザスシティ・ロイヤルズは、前北海道日本ハムファイターズのコーチの白井一幸の国際担当の顧問への就任を発表[29]。
- 24日
  - ボストン・レッドソックスは監督のテリー・フランコナと2009年からの3年の契約延長で合意[30]。
- 27日
  - セントルイス・カージナルスは飲酒運転や当て逃げなどで逮捕状が出ていた、スコット・スピージオの解雇を発表[31]

### 3月
- 11日
  - シカゴ・カブスが高津臣吾に戦力外通告[32]。
- 14日
  - メジャーリーグ公式ホームページはセントルイス・カージナルスの球団社長のマーク・ランピングが辞任する事を伝えた[33]。
- 15日
  - 史上初の中国でのメジャーリーグの試合、サンディエゴ・パドレス対ロサンゼルス・ドジャースのオープン戦が北京で行われ、3対3の引き分け[34]。
  - シカゴ・ホワイトソックスは入団テストを受けていた高津臣吾が不合格になった事を明らかにした[35]。
- 17日
  - ロサンゼルス・ドジャースが1948年からキャンプ地としてきたベロビーチでのオープン戦最終戦を行った。
- 22日
  - 東京ドームで日本プロ野球チームとメジャーリーグチームのオープン戦が行われ、阪神タイガース対ボストン・レッドソックス戦は6対5でレッドソックスが[36]、読売ジャイアンツ対オークランド・アスレチックス戦は4対3でアスレチックスが勝利した[37]。
- 24日
  - 前読売ジャイアンツの前田幸長がテキサス・レンジャースとマイナー契約に合意した事を発表[38]。
- 25日
  - メジャーリーグ開幕戦のボストン・アスレチックス対オークランド・アスレチックス戦が東京ドームで行われ、延長10回にマニー・ラミレスの2点タイムリーで勝ち越したアスレチックスが6対5で勝利、岡島秀樹が勝利投手。先発の松坂大輔は5回2安打2失点[39]。
- 30日
  - ナショナルズ・パークにてワシントン・ナショナルズとアトランタ・ブレーブスがMLB公式戦初開催。試合は3対2でナショナルズが逆転勝利。

### 4月
- 17日
  - この日のコロラド・ロッキーズ対サンディエゴ・パドレス戦は試合時間6時間16分、延長22回の長試合となった。試合は延長22回表にロッキーズが1点を勝ち越し、2-1で勝利。
  - アトランタ・ブレーブスのチッパー・ジョーンズ、マーク・テシェイラ、ブライアン・マッキャンがフロリダ・マーリンズ戦の5回表に3者連続本塁打。試合は8-0でブレーブスが勝利。
- 20日
  - カンザスシティ・ロイヤルズは野茂英雄に戦力外通告[40]。
  - トロント・ブルージェイズはフランク・トーマスの解雇を発表[41]。
- 24日
  - オークランド・アスレチックスは20日にトロント・ブルージェイズを解雇されたフランク・トーマスと今季終了までの契約をした[42]。
- 25日
  - シアトル・マリナーズは城島健司と来季からの3年間の契約延長で合意[43]。
- 26日
  - クリーブランド・インディアンスの小林雅英は対ニューヨーク・ヤンキース戦に同点で迎えた8回から登板、チームがサヨナラ勝ちした事で、メジャーリーグ初勝利[44]。
- 29日
  - カンザスシティ・ロイヤルズから戦力外通告され野茂英雄 のウエーバー公示期間が終了、期間中の獲得表明球団はなかった[45]

### 5月
- 7日
  - シンシナティ・レッズがカブス戦で1試合7本塁打を放ち9-0で勝利。
- 9日
  - デトロイト・タイガースのケニー・ロジャースがこの日のヤンキース戦で92回目の牽制で走者をアウトにし、マーク・ラングストンの記録した牽制刺MLB記録91回を更新。
  - サンディエゴ・パドレスはジム・エドモンズを解雇[46]。
- 11日
  - サンディエゴ・パドレスが日本プロ野球の巨人に在籍経験もある、ボストン・レッドソックスのブライアン・コーリーの獲得を発表[47]。
- 14日
  - シカゴ・カブスは5月9日にサンディエゴ・パドレスを解雇されたジム・エドモンズの獲得を発表[48]。

### 6月
- 9日 - カンザスシティ・ロイヤルズの薮田安彦が対ニューヨーク・ヤンキース戦で同点で迎えた8回2死一、二塁の場面で登板し打者1人を抑え、チームがその後勝利したため、メジャーリーグ初勝利[49]。
- 16日
  - シアトル・マリナーズはGMのビル・バベシの解任を発表[50]。
  - ニューヨーク・メッツは監督のウィリー・ランドルフを成績不振を理由に解任[51]。
- 19日
  - シアトル・マリナーズは監督のジョン・マクラーレンを解任。マリナーズのシーズン途中の監督解任は前年のハーグローブについで、2年連続[52]。
- 20日
  - トロント・ブルージェイズは監督のジョン・ギボンズの解任を発表[53]。
- 6月23日 - シアトル・マリナーズのフェリックス・ヘルナンデスが対ニューヨーク・メッツ戦の2回にア・リーグの投手としては37年ぶりの満塁本塁打[54]。
- 25日
  - ヒューストン・アストロズはショーン・チャコーンに無期限出場停止処分。メジャーリーグ公式HPでは球団批判が原因としている[55]。
- 26日
  - ヒューストン・アストロズは前日に無期限出場停止処分としたショーン・チャコーンが同球団のGMのエド・ウェイドに対し暴行したとして、解雇、ウェイバー手続きをしたと発表[56]。
- 29日
  - ロサンゼルス・ドジャースが対ロサンゼルス・エンゼルス・オブ・アナハイム戦で3四球1死球の無安打で1対0で、メジャーリーグ史上16年ぶり5度目の無安打勝利[57]。

### 7月
- 6日
  - MLBオールスターゲームの出場選手が発表され、日本人選手ではシアトル・マリナーズのイチローが8年連続8度目、シカゴ・カブスの福留孝介がメジャーリーグ1年目で初出場で、ナ・リーグの日本人外野手の初出場[58]。
- 8日
  - オークランド・アスレチックスのリッチ・ハーデン、チャド・ゴーディンとシカゴ・カブスの4選手の交換トレードが成立[59]。
- 10日
  - シアトル・マリナーズはリッチー・セクソンの解雇を発表[60]。
  - メジャーリーグ最多本塁打の前サンフランシスコ・ジャイアンツのバリー・ボンズが、メジャーリーグ全球団から獲得の意思なしと伝えられたと、全国紙USAトゥデーが伝えた。薬物使用に関する偽証などで起訴されているボンズは、現役続行の意思をしめしている[61]。
- 15日
  - オールスターゲームがヤンキースタジアムで行われ、ア・リーグが延長15回に4対3でサヨナラ勝利。MVPは7回裏に同点2ランを放ったボストン・レッドソックスのJ・D・ドリュー[62]。
- 18日
  - 前シアトルマリナーズのリッチー・セクソンがニューヨーク・ヤンキースへ移籍[63]。

### 9月
- 1日
  - メジャーリーグで88年ぶりに同日にサイクル安打を2人達成。詳細は主な野手の記録を参照。
- 2日
  - サンディエゴ・パドレスは井口資仁に戦力外通告[64]。
- 3日
  - ロジャー・クレメンスの長男で、ヒューストン・アストロズ傘下の1A所属のコビー・クレメンスがチームメイト2人とレストランで暴れたとして逮捕された[65]。
  - タンパベイ・レイズ対ニューヨーク・ヤンキース戦で9回2死二塁でのアレックス・ロドリゲスの左翼ポール際での一度は本塁打とされた判定で、メジャーリーグ史上初のビデオ判定が適用されるが、判定は覆らず本塁打と確認された[66]。
- 5日
  - フィラデルフィア・フィリーズは2日にサンディエゴ・パドレスから戦力外通告を受けた井口資仁の獲得を発表[67]。
- 8日
  - ボストン・レッドソックスは対タンパベイ・レイズ戦で、メジャーリーグ新記録の456試合連続でホームゲームで満員とした[68]。
- 15日
  - ミルウォーキー・ブルワーズは監督のネッド・ヨストを解任[69]。
- 20日
  - シカゴ・カブスは対セントルイス・カージナルス戦に5対4で勝利し、2年連続ナ・リーグ西地区優勝達成[70]。
  - タンパベイ・レイズは対ミネソタ・ツインズ戦に勝利し、ワイルドカード（最高勝率の2位）で球団創立初のプレーオフ進出決定[71]。
- 21日
  - ヤンキー・スタジアムでの球場最後の試合となる、ニューヨーク・ヤンキース対ボルチモア・オリオールズが行われる[72]。
- 23日
  - ボストン・レッドソックスが対クリーブランド・インディアンス戦に勝利し、プレーオフ進出決定[73]。
- 24日
  - タンパベイ・レイズが対ボルチモア・オリオールズ戦ダブルヘッダーに連勝し、シーズン95勝。前年度両リーグ最低勝率球団が翌年95勝するのは、1991年のアトランタ・ブレーブスの94勝を抜くメジャーリーグ新記録[74]。
- 25日
  - ナ・リーグ西地区で2位のアリゾナ・ダイヤモンドバックスがセントルイス・カージナルス戦で敗れたため、ロサンゼルス・ドジャースの4年ぶり地区優勝が決定[75]。同試合で、ダイヤモンドバックスのマーク・レイノルズがメジャーリーグ史上新記録のシーズン201三振。メジャーリーグでシーズン200三振以上は初[76]。
- 26日
  - ア・リーグ東地区は優勝へのマジックナンバーを1としていたタンパベイ・レイズは対デトロイト・タイガース戦に敗れたが、マジック対象のチームのボストン・レッドソックスが対ニューヨーク・ヤンキース戦に敗れたため、レイズが初めて地区優勝達成[77]。
- 27日
  - フィラデルフィア・フィリーズが対ワシントン・ナショナルズ戦に勝利し、ナ・リーグ東地区2年連続優勝達成[78]。
- 28日
  - ミルウォーキー・ブルワーズが勝利し、ニューヨーク・メッツがフロリダ・マーリンズ戦に敗れたため、ブルワーズがナ・リーグのワイルドカードでのプレーオフ進出が決定。メッツの本拠地シェイ・スタジアムでの公式戦最終試合となった[79][80]。

### 10月
- 1日
  - メジャーリーグは今季レギュラーシーズンの観客動員が史上2位の7861万4660人となり、ナ・リーグの1試合平均は史上最多の3万4201人[81]。
- 4日
  - ナ・リーグ地区シリーズはロサンゼルス・ドジャースがシカゴ・カブスに3対1で勝利、20年ぶりにリーグ優勝決定シリーズ進出。黒田博樹はメジャーリーグポストシーズンでの初先発で初勝利[82]。
- 5日
  - ナ・リーグの地区シリーズはフィラデルフィア・フィリーズが6対2でミルウォーキー・ブルワーズに勝利し、3勝1敗で15年ぶりにリーグ優勝決定シリーズ進出[83]。
- 6日
  - ア・リーグの地区シリーズはタンパベイ・レイズがシカゴ・ホワイトソックスに6対2で勝利し、3勝1敗で初のリーグ優勝決定シリーズ進出[84]。
- 6日
  - ア・リーグ地区シリーズはボストン・レッドソックスがロサンゼルス・エンゼルス・オブ・アナハイムに3対2でサヨナラ勝利し、3勝1敗で2年連続のリーグ優勝決定シリーズ進出[85]。
- 15日
  - ナ・リーグ優勝決定シリーズの第5戦が行われ、フィラデルフィア・フィリーズがロサンゼルス・ドジャースに5対1で勝利し、4勝1敗で15年ぶりのワールドシリーズ進出[86]。
- 19日
  - ア・リーグ優勝決定シリーズ第7戦はタンパベイ・レイズがボストン・レッドソックスに3対1で勝利し、4勝3敗で球団創設11年目での初優勝達成[87]。

### 11月
- 18日
  - シアトル・マリナーズの新監督にオークランド・アスレチックスのベンチコーチのドン・ワカマツの就任が発表。ワカマツは日系4世で、アジア系アメリカ人がメジャーリーグの監督に就任するのは史上初。

### 12月
- 5日
  - 新日本石油ENEOSの田澤純一がボストン・レッドソックスと正式契約。
- 8日
  - アメリカ野球殿堂がベテランズ委員会による殿堂入り表彰の選考結果を発表。20名の候補の中からジョー・ゴードンが殿堂入り選手に選出された。
- 9日
  - ロサンゼルス・エンゼルス・オブ・アナハイムからFAとなっていた、フランシスコ・ロドリゲスがニューヨーク・メッツと3年契約で合意。
- 10日
  - ミルウォーキー・ブルワーズからFAとなっていたCC・サバシアがニューヨーク・ヤンキースと7年契約で合意。
- 12日
  - トロント・ブルージェイズからFAとなったA.J.バーネットが5年契約でニューヨーク・ヤンキースに移籍。
  - シアトル・マリナーズからFAとなっていたラウル・イバニェスがフィラデルフィア・フィリーズと3年契約。
- 13日
  - シカゴ・カブスからFAとなっていたケリー・ウッドがクリーブランド・インディアンスと2年契約で合意。
- 24日
  - エンゼルスからFAになっていたマーク・テシェイラがニューヨーク・ヤンキースに8年契約で移籍。
- 26日
  - アリゾナ・ダイヤモンドバックスからFAになっていたランディ・ジョンソンがサンフランシスコ・ジャイアンツと1年契約で合意。

### 主な打者の記録
- 4月2日 - ボストン・レッドソックスのケビン・ユーキリスがスティーブ・ガービーの記録した内野手の連続無失策記録193試合を更新。
- 4月9日 - デトロイト・タイガースのイバン・ロドリゲスが通算2500安打、捕手としては史上初。
- 4月21日 - フィラデルフィア・フィリーズのチェイス・アトリーが球団タイ記録の5試合連続本塁打を放つ。
- 4月23日 - フィラデルフィア・フィリーズの田口壮が対コロラド・ロッキーズ戦で日米通算1500本安打を達成[88]。
- 4月26日 - ロサンゼルス・エンゼルス・オブ・アナハイムのブラディミール・ゲレーロが対デトロイト・タイガース戦で通算2000本安打[89]。
- 5月6日 - アストロズのランス・バークマンがナショナルズ戦で球団タイ記録の1試合5安打を記録。
- 5月7日 - ミネソタ・ツインズのカルロス・ゴメスが対シカゴ・ホワイトソックス戦でサイクル安打達成[90]。
- 5月12日 - インディアンスのアズドルバル・カブレラがブルージェイズ戦ダブルヘッダー第2試合で、MLB史上14人目となる無補殺三重殺を達成。
- 5月16日 - フィラデルフィア・フィリーズのジェイソン・ワースがトロント・ブルージェイズ戦で球団タイ記録の8打点。この日はグランドスラムを含む3本塁打を放つ。
- 5月18日 - シアトル・マリナーズのイチローが対サンディエゴ・パドレス戦で2盗塁でメジャーリーグ通算292盗塁として、それまでの球団記録の290盗塁を更新[91]。
- 5月19日 - シンシナティ・レッズのアダム・ダンが球団タイ記録の5試合連続本塁打。
- 5月27日 - ヒューストン・アストロズのハンター・ペンスがセントルイス・カージナルス戦で球団タイ記録の5安打を記録。
- 5月30日 - ニューヨーク・ヤンキースの松井秀喜が対ミネソタ・ツインズ戦で日米通算2000試合出場、日本人選手で史上2人目[92]。
- 5月31日 - ボストン・レッドソックスのマニー・ラミレスが対ボルチモア・オリオールズ戦で通算500本塁打、史上24人目[93]
- 6月5日 - アトランタ・ブレーブスのチッパー・ジョーンズが対フロリダ・マーリンズ戦の6回に、通算400本塁打、メジャーリーグ史上43人目、スイッチヒッターとしては同3人目[94]。
- 6月9日 - シンシナティ・レッズのケン・グリフィー・ジュニアが通算600本塁打、史上6人目[95]。
- 6月11日 - シアトル・マリナーズのイチローが対トロント・ブルージェイズ戦で2盗塁で通算300盗塁[96]。
- 6月13日 - シアトル・マリナーズのイチローが対ワシントン・ナショナルズ戦でNPB/MLB通算500盗塁[97]。
- 6月24日 - タンパベイ・レイズの岩村明憲が対フロリダ・マーリンズ戦で日米通算200本塁打[98]。
- 7月4日 - シンシナティ・レッズのケン・グリフィー・ジュニアが対ワシントン・ナショナルズ戦で通算5000塁打[99]。
- 7月4日 - セントルイス・カージナルスのアルバート・プホルスが対シカゴ・カブス戦で通算300本塁打、28歳170日での達成はメジャーリーグ史上5番目の若さ[100]。
- 7月29日 - シアトル・マリナーズのイチローが対テキサス・レンジャーズ戦で日米通算3000本安打を達成[101]。
- 9月1日 - アリゾナ・ダイヤモンドバックスのスティーブン・ドルーが対セントルイス・カージナルス戦でサイクル安打。
- 9月1日 - シアトル・マリナーズのエイドリアン・ベルトレが対テキサス・レンジャース戦でサイクル安打[102]。
- 9月4日 - ニューヨーク・ヤンキースのアレックス・ロドリゲスが対タンパベイ・レイズ戦で、33歳2カ月でのメジャーリーグ史上最年少記録の通算550本塁打[103]。
- 9月14日 - ニューヨーク・ヤンキースのアレックス・ロドリゲスが対タンパベイ・レイズ戦で100得点と100打点。100打点は11年連続、100得点はメジャーリーグタイ記録の13年連続。またデレク・ジーターがヤンキースタジアムタイ記録の1269安打と、マリアノ・リベラがメジャーリーグ史上2位の478セーブ。試合は8対4でヤンキースが勝利[104]。
- 9月17日 - シアトル・マリナーズのイチローが対カンザスシティ・ロイヤルズ戦で3安打で、メジャーリーグタイ記録の8年連続シーズン通算200本安打。107年ぶりにメジャーリーグ記録に並ぶ[105]。
- 9月27日 - シアトル・マリナーズのイチローが対オークランド・アスレチックス戦で8年連続シーズン100得点[106]。

### 主な投手の記録
- 4月22日 - アトランタ・ブレーブスのジョン・スモルツが対ワシントン・ナショナルズ戦で通算3000奪三振、史上16人目[107]。
- 5月10日 - サンディエゴ・パドレスのグレッグ・マダックスが対コロラド・ロッキーズ戦で通算350勝、メジャーリーグ史上5人目。[108]。
- 5月10日 - ミルウォーキー・ブルワーズのベン・シーツが通算1081奪三振、球団記録更新。
- 5月16日 - ヒューストン・アストロズのショーン・チャコーンが開幕9試合連続勝敗無しのMLB記録。
- 5月17日 - ボストン・レッドソックスの松坂大輔が対ミルウォーキー・ブルワーズ戦で勝利して、メジャーリーグの日本人選手新記録の開幕から7連勝[109]。
- 5月19日 - ボストン・レッドソックスのジョン・レスターがカンザスシティ・ロイヤルズ戦でノーヒットノーラン。
- 7月27日 - オークランド・アスレチックスのブラッド・ジーグラーが初登板からの無失点記録を21イニングとし、新人記録を101年ぶりに更新[110]。
- 9月5日 - クリーブランド・インディアンスの小林雅英が対カンザスシティ・ロイヤルズ戦でNPB/MLB通算500試合登板（日本プロ野球445、メジャーリーグ55）[111]。
- 9月13日 - ロサンゼルス・エンゼルス・オブ・アナハイムのフランシスコ・ロドリゲスが対シアトル・マリナーズ戦でMLB新記録のシーズン58セーブ[112]。
- 9月14日 - シカゴ・カブスのカルロス・ザンブラーノが対ヒューストン・アストロズ戦でノーヒットノーラン達成。球団では36年ぶり[113]。
- 9月28日 - ニューヨーク・ヤンキースのマイク・ムッシーナが対ボストン・レッドソックス戦でメジャーリーグ史上最年長のシーズン20勝[114]。

### その他の記録
- 4月11日 - フロリダ・マーリンズがこの日のアストロズ戦で球団新記録の1試合6本塁打を記録。
- 4月24日 - シカゴ・カブスが対コロラド・ロッキーズ戦で勝利し、メジャーリーグ史上2球団目の通算10000勝[115]。
- 6月8日 - サンディエゴ・パドレスは対ニューヨーク・メッツ戦で、6回に1イニング3死球で1900年以降ではメジャーリーグタイ記録。試合はパドレスが4戦連続の2対1で勝利、メジャーリーグ史上初[116]。

## 試合結果

### レギュラーシーズン
| 順     | チーム                         | 勝利   | 敗戦   | 勝率   | G差    |
| 東地区 | 東地区                         | 東地区 | 東地区 | 東地区 | 東地区 |
| ------ | ------------------------------ | ------ | ------ | ------ | ------ |
| 1      | タンパベイ・レイズ             | 97     | 65     | .599   | –      |
| 2      | ボストン・レッドソックス       | 95     | 67     | .586   | 2      |
| 3      | ニューヨーク・ヤンキース       | 89     | 73     | .549   | 8      |
| 4      | トロント・ブルージェイズ       | 86     | 76     | .531   | 11     |
| 5      | ボルチモア・オリオールズ       | 68     | 93     | .421   | 28.5   |
| 中地区 |                                |        |        |        |        |
| 1      | シカゴ・ホワイトソックス       | 89     | 74     | .546   | –      |
| 2      | ミネソタ・ツインズ             | 88     | 75     | .540   | 1      |
| 3      | クリーブランド・インディアンス | 81     | 81     | .500   | 7.5    |
| 4      | カンザスシティ・ロイヤルズ     | 75     | 87     | .463   | 13.5   |
| 5      | デトロイト・タイガース         | 74     | 88     | .457   | 14.5   |
|        |                                |        |        |        |        |
| 西地区 |                                |        |        |        |        |
| 1      | ロサンゼルス・エンゼルス       | 100    | 62     | .617   | –      |
| 2      | テキサス・レンジャース         | 79     | 83     | .488   | 21     |
| 3      | オークランド・アスレチックス   | 75     | 86     | .466   | 24.5   |
| 4      | シアトル・マリナーズ           | 61     | 101    | .377   | 39     |
|        |                                |        |        |        |        |

| 順     | チーム                         | 勝利   | 敗戦   | 勝率   | G差    |
| 東地区 | 東地区                         | 東地区 | 東地区 | 東地区 | 東地区 |
| ------ | ------------------------------ | ------ | ------ | ------ | ------ |
| 1      | フィラデルフィア・フィリーズ   | 92     | 70     | .568   | –      |
| 2      | ニューヨーク・メッツ           | 89     | 73     | .549   | 3      |
| 3      | フロリダ・マーリンズ           | 84     | 77     | .522   | 7.5    |
| 4      | アトランタ・ブレーブス         | 72     | 90     | .444   | 20     |
| 5      | ワシントン・ナショナルズ       | 59     | 102    | .366   | 32.5   |
| 中地区 |                                |        |        |        |        |
| 1      | シカゴ・カブス                 | 97     | 64     | .602   | –      |
| 2      | ミルウォーキー・ブルワーズ     | 90     | 72     | .556   | 7.5    |
| 3      | ヒューストン・アストロズ       | 86     | 75     | .534   | 11     |
| 4      | セントルイス・カージナルス     | 86     | 76     | .531   | 11.5   |
| 5      | シンシナティ・レッズ           | 74     | 88     | .457   | 23.5   |
| 6      | ピッツバーグ・パイレーツ       | 67     | 95     | .414   | 30.5   |
| 西地区 |                                |        |        |        |        |
| 1      | ロサンゼルス・ドジャース       | 84     | 78     | .519   | –      |
| 2      | アリゾナ・ダイヤモンドバックス | 82     | 80     | .506   | 2      |
| 3      | コロラド・ロッキーズ           | 74     | 88     | .457   | 10     |
| 4      | サンフランシスコ・ジャイアンツ | 72     | 90     | .444   | 12     |
| 5      | サンディエゴ・パドレス         | 63     | 99     | .389   | 21     |

- ワイルドカードはボストン・レッドソックスとミルウォーキー・ブルワーズが獲得
- アメリカンリーグ中地区はシカゴ・ホワイトソックスとミネソタ・ツインズが同率首位でワンゲーム・プレーオフによりホワイトソックスが地区優勝。

### オールスターゲーム
- アメリカンリーグ 4 - 3 ナショナルリーグ

MVP：J・D・ドリュー
- ホームランダービーはジャスティン・モルノー（MIN）が優勝

### ポストシーズン
|  | ディビジョンシリーズ         | ディビジョンシリーズ         |                          |   | リーグチャンピオンシップシリーズ | リーグチャンピオンシップシリーズ |  |  | ワールドシリーズ | ワールドシリーズ |
|  |                              |                              |                          |   |                                  |                                  |  |  |                  |                  |
|  |                              |                              |                          |   |                                  |                                  |  |  |                  |                  |
|  |                              |                              |                          |   |                                  |                                  |  |  |                  |                  |
|  | ロサンゼルス・エンゼルス     | 1                            |                          |   |                                  |                                  |  |  |                  |                  |
|  | ロサンゼルス・エンゼルス     | 1                            |                          |   |                                  |                                  |  |  |                  |                  |
|  | ボストン・レッドソックス     | 3                            |                          |   |                                  |                                  |  |  |                  |                  |
|  | ボストン・レッドソックス     | 3                            | ボストン・レッドソックス | 3 |                                  |                                  |  |  |                  |                  |
|  | アメリカンリーグ             |                              | ボストン・レッドソックス | 3 |                                  |                                  |  |  |                  |                  |
|  |                              | タンパベイ・レイズ           | 4                        |   |                                  |                                  |  |  |                  |                  |
|  | タンパベイ・レイズ           | タンパベイ・レイズ           | 4                        | 3 |                                  |                                  |  |  |                  |                  |
|  | タンパベイ・レイズ           |                              |                          | 3 |                                  |                                  |  |  |                  |                  |
|  | シカゴ・ホワイトソックス     | 1                            |                          |   |                                  |                                  |  |  |                  |                  |
|  | シカゴ・ホワイトソックス     | 1                            | タンパベイ・レイズ       | 1 |                                  |                                  |  |  |                  |                  |
|  |                              |                              | タンパベイ・レイズ       | 1 |                                  |                                  |  |  |                  |                  |
|  |                              | フィラデルフィア・フィリーズ | 4                        |   |                                  |                                  |  |  |                  |                  |
|  | シカゴ・カブス               | フィラデルフィア・フィリーズ | 4                        | 0 |                                  |                                  |  |  |                  |                  |
|  | シカゴ・カブス               |                              |                          | 0 |                                  |                                  |  |  |                  |                  |
|  | ロサンゼルス・ドジャース     | 3                            |                          |   |                                  |                                  |  |  |                  |                  |
|  | ロサンゼルス・ドジャース     | 3                            | ロサンゼルス・ドジャース | 1 |                                  |                                  |  |  |                  |                  |
|  | ナショナルリーグ             |                              | ロサンゼルス・ドジャース | 1 |                                  |                                  |  |  |                  |                  |
|  |                              | フィラデルフィア・フィリーズ | 4                        |   |                                  |                                  |  |  |                  |                  |
|  | フィラデルフィア・フィリーズ | フィラデルフィア・フィリーズ | 4                        | 3 |                                  |                                  |  |  |                  |                  |
|  | フィラデルフィア・フィリーズ |                              |                          | 3 |                                  |                                  |  |  |                  |                  |
|  | ミルウォーキー・ブルワーズ   | 1                            |                          |   |                                  |                                  |  |  |                  |                  |
|  | ミルウォーキー・ブルワーズ   | 1                            |                          |   |                                  |                                  |  |  |                  |                  |

#### ディビジョンシリーズ
- 右側がホームチーム

| 10/ 1 – | レッドソックス | 4 | - | 1 |  | エンゼルス     |
| 10/ 3 – | レッドソックス | 7 | - | 5 |  | エンゼルス     |
| 10/ 5 – | エンゼルス     | 5 | - | 4 |  | レッドソックス |
| 10/ 6 – | エンゼルス     | 2 | - | 3 |  | レッドソックス |

| 10/ 2 – | ホワイトソックス | 4 | - | 6 |  | レイズ           |
| 10/ 3 – | ホワイトソックス | 2 | - | 6 |  | レイズ           |
| 10/ 5 – | レイズ           | 3 | - | 5 |  | ホワイトソックス |
| 10/ 6 – | レイズ           | 6 | - | 2 |  | ホワイトソックス |

| 10/ 1 – | ドジャース | 7  | - | 2 |  | カブス     |
| 10/ 2 – | ドジャース | 10 | - | 3 |  | カブス     |
| 10/ 4 – | カブス     | 1  | - | 3 |  | ドジャース |

| 10/ 1 – | ブルワーズ | 1 | - | 3 |  | フィリーズ |
| 10/ 2 – | ブルワーズ | 2 | - | 5 |  | フィリーズ |
| 10/ 4 – | フィリーズ | 1 | - | 4 |  | ブルワーズ |
| 10/ 5 – | フィリーズ | 6 | - | 2 |  | ブルワーズ |

#### リーグチャンピオンシップシリーズ
| 10/10 – | レッドソックス | 2  | - | 0 |  | レイズ         |
| 10/11 – | レッドソックス | 8  | - | 9 |  | レイズ         |
| 10/13 – | レイズ         | 9  | - | 1 |  | レッドソックス |
| 10/14 – | レイズ         | 13 | - | 4 |  | レッドソックス |
| 10/16 – | レイズ         | 7  | - | 8 |  | レッドソックス |
| 10/18 – | レッドソックス | 4  | - | 2 |  | レイズ         |
| 10/19 – | レッドソックス | 1  | - | 3 |  | レイズ         |

| 10/ 9 – | ドジャース | 2 | - | 3 |  | フィリーズ |
| 10/10 – | ドジャース | 5 | - | 8 |  | フィリーズ |
| 10/11 – | フィリーズ | 2 | - | 7 |  | ドジャース |
| 10/13 – | フィリーズ | 7 | - | 5 |  | ドジャース |
| 10/14 – | フィリーズ | 5 | - | 1 |  | ドジャース |

### ワールドシリーズ
- レイズ 1 - 4 フィリーズ

| 10/22    | – | フィリーズ | 3 | - | 2  |  | レイズ     |               |
| 10/23    | – | フィリーズ | 2 | - | 4  |  | レイズ     |               |
| 10/25    | – | レイズ     | 4 | - | 5  |  | フィリーズ |               |
| 10/26    | – | レイズ     | 2 | - | 10 |  | フィリーズ |               |
| 10/27,29 | – | レイズ     | 3 | - | 4  |  | フィリーズ | (6回雨天中断) |

MVP：コール・ハメルズ (PHI)

## 個人タイトル

### アメリカンリーグ
| 項目       | 選手                           | 記録 |
| ---------- | ------------------------------ | ---- |
| 首位打者   | ジョー・マウアー (MIN)         | .328 |
| 最多本塁打 | ミゲル・カブレラ (DET)         | 37   |
| 最多打点   | ジョシュ・ハミルトン (TEX)     | 130  |
| 最多盗塁   | ジャコビー・エルズベリー (BOS) | 50   |

| 項目           | 選手                           | 記録 |
| -------------- | ------------------------------ | ---- |
| 最多勝利       | クリフ・リー (CLE)             | 22   |
| 最優秀防御率   | クリフ・リー (CLE)             | 2.54 |
| 最多奪三振     | A.J.バーネット (TOR)           | 231  |
| 最多セーブ投手 | フランシスコ・ロドリゲス (LAA) | 62   |

### ナショナルリーグ
| 項目       | 選手                       | 記録 |
| ---------- | -------------------------- | ---- |
| 首位打者   | チッパー・ジョーンズ (ATL) | .364 |
| 最多本塁打 | ライアン・ハワード (PHI)   | 48   |
| 最多打点   | ライアン・ハワード (PHI)   | 146  |
| 最多盗塁   | ウィリー・タベラス (COL)   | 68   |

| 項目           | 選手                     | 記録 |
| -------------- | ------------------------ | ---- |
| 最多勝利       | ブランドン・ウェブ (ARI) | 22   |
| 最優秀防御率   | ヨハン・サンタナ (NYM)   | 2.53 |
| 最多奪三振     | ティム・リンスカム (SF)  | 265  |
| 最多セーブ投手 | ホセ・バルベルデ (HOU)   | 44   |

## 表彰

### 全米野球記者協会（BBWAA）表彰
| 表彰         | アメリカンリーグ             | ナショナルリーグ           |
| ------------ | ---------------------------- | -------------------------- |
| MVP          | ダスティン・ペドロイア (BOS) | アルバート・プホルス (STL) |
| サイヤング賞 | クリフ・リー (CLE)           | ティム・リンスカム (SF)    |
| 最優秀新人賞 | エバン・ロンゴリア (TB)      | ジオバニー・ソト (CHC)     |
| 最優秀監督賞 | ジョー・マドン (TB)          | ルー・ピネラ (CHC)         |

### ゴールドグラブ賞
| ゴールドグラブ賞 | ゴールドグラブ賞       | ゴールドグラブ賞 | ゴールドグラブ賞         | ゴールドグラブ賞 |
|                  | アメリカンリーグ       | アメリカンリーグ | ナショナルリーグ         | ナショナルリーグ |
| ---------------- | ---------------------- | ---------------- | ------------------------ | ---------------- |
| 投手             | マイク・ムッシーナ     | NYY              | グレッグ・マダックス     | SD/LAD           |
| 捕手             | ジョー・マウアー       | MIN              | ヤディアー・モリーナ     | STL              |
| 一塁手           | カルロス・ペーニャ     | TB               | エイドリアン・ゴンザレス | SD               |
| 二塁手           | ダスティン・ペドロイア | BOS              | ブランドン・フィリップス | CIN              |
| 三塁手           | エイドリアン・ベルトレ | SEA              | デビッド・ライト         | NYM              |
| 遊撃手           | マイケル・ヤング       | TEX              | ジミー・ロリンズ         | PHI              |
| 外野手           | トリー・ハンター       | LAA              | ネイト・マクラウス       | PIT              |
| 外野手           | グレイディ・サイズモア | CLE              | カルロス・ベルトラン     | NYM              |
| 外野手           | イチロー               | SEA              | シェーン・ビクトリーノ   | PHI              |

### シルバースラッガー賞
| シルバースラッガー賞 | シルバースラッガー賞   | シルバースラッガー賞 | シルバースラッガー賞   | シルバースラッガー賞 |
| 守備位置             | アメリカンリーグ       | アメリカンリーグ     | ナショナルリーグ       | ナショナルリーグ     |
| -------------------- | ---------------------- | -------------------- | ---------------------- | -------------------- |
| 投手                 | -                      | -                    | カルロス・ザンブラーノ | CHC                  |
| 捕手                 | ジョー・マウアー       | MIN                  | ブライアン・マッキャン | ATL                  |
| 一塁手               | ジャスティン・モルノー | MIN                  | アルバート・プホルス   | STL                  |
| 二塁手               | ダスティン・ペドロイア | BOS                  | チェイス・アトリー     | PHI                  |
| 三塁手               | アレックス・ロドリゲス | NYY                  | デビッド・ライト       | NYM                  |
| 遊撃手               | デレク・ジーター       | NYY                  | ハンリー・ラミレス     | FLA                  |
| 外野手               | ジョシュ・ハミルトン   | TEX                  | ライアン・ブラウン     | MIL                  |
| 外野手               | カルロス・クエンティン | CWS                  | マット・ホリデイ       | COL                  |
| 外野手               | グレイディ・サイズモア | CLE                  | ライアン・ラドウィック | STL                  |
| 指名打者             | オーブリー・ハフ       | BAL                  | -                      | -                    |

### その他表彰
| 表彰                     | アメリカンリーグ               | ナショナルリーグ           |
| ------------------------ | ------------------------------ | -------------------------- |
| カムバック賞             | クリフ・リー (CLE)             | ブラッド・リッジ (PHI)     |
| ハンク・アーロン賞       | ケビン・ユーキリス (BOS)       | アラミス・ラミレス (CHC)   |
| 最優秀救援投手賞         | フランシスコ・ロドリゲス (LAA) | ブラッド・リッジ (PHI)     |
| エドガー・マルティネス賞 | オーブリー・ハフ (BAL)         | -                          |
| ロベルト・クレメンテ賞   | -                              | アルバート・プホルス (STL) |
| ハッチ賞                 | ジョン・レスター (BOS)         | -                          |

### アメリカ野球殿堂入り表彰者
BBWAA投票
- リッチ・ゴセージ

ベテランズ委員会選出
- バーニー・ドレイファス (発展貢献者)
- ボウイ・キューン (発展貢献者)
- ウォルター・オマリー (発展貢献者)
- ビリー・サウスワース (監督)
- ディック・ウィリアムズ (監督)

## 引退
- 3月26日 - 桑田真澄[117]
- 5月20日 - マイク・ピアッツァ
- 7月17日 - 野茂英雄[118]
- 9月24日 - トッド・ジョーンズ[119]
- 11月20日 - マイク・ムッシーナ
- 12月3日 - 前田幸長
- 12月5日 - グレッグ・マダックス